# Pseudoleptaleus schuelei
Pseudoleptaleus schuelei es una especie de coleóptero de la familia Anthicidae.

## Distribución geográfica
Habita en Madagascar.